# Lonrho

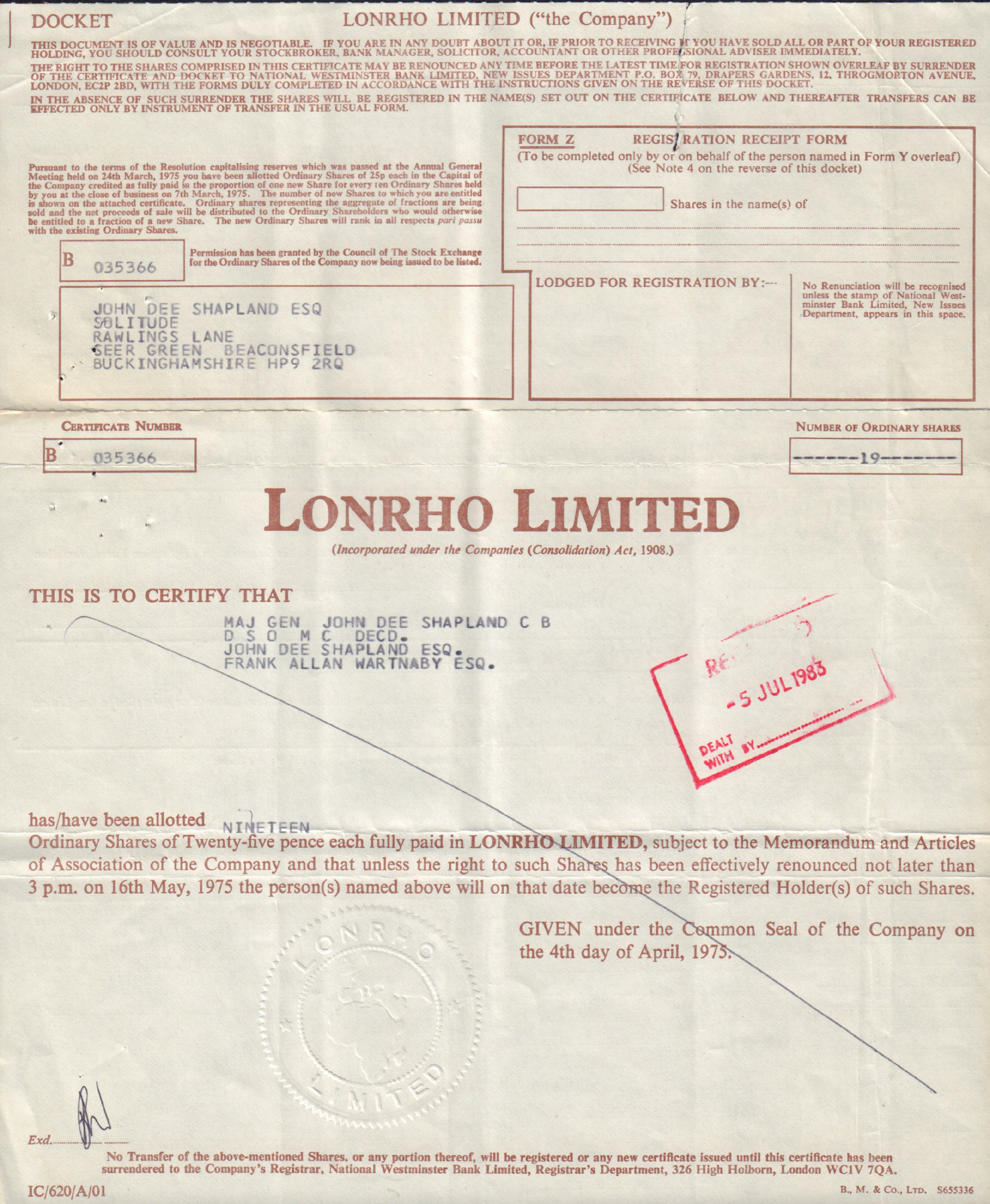

Lonrho Holdings Limited mit Sitz in London ist eine Gesellschaft in Privatbesitz, welche in mehreren Ländern Afrikas tätig ist.

## Geschichte
Lonrho – London and Rhodesian Mining and Land Company Limited – war ursprünglich ein 1909 gegründetes Bergbauunternehmen mit Tätigkeitsschwerpunkt im damaligen Rhodesien. Später kamen viele weitere Geschäftsfelder in 15 afrikanischen Ländern südlich der Sahara hinzu. 
Als 1981 der Logistik-Unternehmer Alfred Kühne starb, verkaufte sein Sohn Klaus-Michael Kühne 50 Prozent der Anteile von Kühne + Nagel für 90 Millionen DM an die Lonrho-Gruppe, die zwischen 1962 und 1994 von dem Multimillionär Tiny Rowland geführt wurde. Für 340 Millionen Mark gab Lonrho 1992 die KN-Anteile an Klaus-Michael Kühne zurück. Ab 1993 wurde das Unternehmen geführt von dem Multimillionär Dieter Bock.
1998 wurden die nicht montanwirtschaftlichen Tätigkeiten in die Firma Lonrho Africa Plc ausgegliedert, während der Geschäftsbereich Bergbau von Lonrho den Namen Lonmin annahm.
Nach Restrukturierungen und dem Verkauf mehrerer Geschäftstätigkeiten wurde Lonrho Africa Plc im Jahr 2007 in Lonrho Plc umbenannt.

## Neuausrichtung
2013 machten die Schweizer Investoren Rainer-Marc Frey und Thomas Schmidheiny über das Investmentvehikel FS Africa den bisherigen Aktionären ein Übernahmeangebot. Am 19. Juli 2013 wurde die Übernahme zu einem Gesamtpreis von 270 Millionen Schweizer Franken vollzogen und die Firma privatisiert.
Die Zielsetzung der Firma Lonrho Ltd. sind Investitionen in Entwicklungsvorhaben im Subsahara-Afrika. Es bestehen vier Geschäftsbereiche:
- Food Supply Chain Management

Lonrho Fresh in Johannesburg, Lonrho Logistics in Johannesburg und Kapstadt, Oceanfresh Seafoods in Johannesburg, Fish On Line Ltd. in Kapstadt, Brands Consumer Group
- Market Expansion Services

John-Deere-Vertretung, Länderstandorte Lonagro Angola in Catete, Lonagro South Sudan in Juba, Lonagro Tanzania in Daressalam
- Infrastructure

Luba Freeport Ltd. in Äquatorialguinea und AFEX mit Sitz in Nairobi
- Hotels & Services

Hotels in Johannesburg, Maputo, Gaborone; IT-Services: CES in Lusaka, Windhoek und Johannesburg, Bytes & Pieces in Maputo
Im Geschäftsbereich Market Expansion Services besteht die Absicht, ähnliche Dienstleistungen wie bei der Schweizer Firma DKSH anzubieten, wobei DKSH auf Asien ausgerichtet ist. Mehrere Aktionäre von DKSH, so neben dem Hauptaktionär Rainer-Marc Frey auch der frühere Geschäftsführer von DKSH Jörg Wolle, sind auch an Lonrho Ltd. beteiligt.
Ende 2014 hielten die beiden Ankeraktionäre R.- M. Frey und T. Schmidheiny 80 % der Aktien. 2015 kaufte die BMW-Erbin Susanne Klatten  50 Millionen Lonrho-Aktien und positionierte ihren Head of Family Office Johannes Fritz im Lonrho-Verwaltungsrat.
Nur diese drei Ankeraktionäre sind stimmberechtigt. Die übrigen Aktionäre halten stimmrechtslose Aktien. Dazu gehören ein kleiner Kreis von ausgewählten Unternehmern und Family Offices aus dem Netzwerk der Hauptinvestoren.
Die Bereinigung von Altlasten aus früheren Geschäftstätigkeiten und der Verkauf von defizitären Bereichen wie der Fluglinien Airlines Fastjet und Fly540 wurden bereits weitgehend durchgeführt. Laut Schätzung der Handelszeitung schossen die Aktionäre zur Vergangenheitsbewältigung bisher weitere etwa 250 Millionen CHF ein. Der Verlust der Firma Lonrho Ltd. betrug 2013 367 Millionen USD. Für 2014 konnten die Verluste auf 20,8 Millionen USD vermindert werden. Der Betriebsgewinn betrug 2014 9,5 Millionen USD, sodass ein Turnaround in Sicht war. Der Geschäftsbericht 2014 trägt den Titel Fokussiert auf das Wachstum Afrikas. Das Wirtschaftswachstum in denjenigen Ländern Afrikas, in welchen Lonrho tätig ist, hat sich jedoch 2015 verlangsamt, sodass die Firma weiterhin mit Problemen kämpft. Die Resultate für das Geschäftsjahr 2015 waren nicht ermutigend. Bei einem Umsatz von 205 Millionen USD entstand ein Verlust von 32 Millionen USD. 2015 wurde eine weitere Kapitalerhöhung von 141 Millionen USD durchgeführt, um die Bilanz zu stärken. Auch im Geschäftsjahr 2018 resultierte bei einem Umsatz von 250 Millionen USD ein Verlust von 27 Millionen USD. Um den Geschäftsbereich Food Supply Chain Management auszubauen, wurde die Brands Consumer Group übernommen und eine Beteiligung an der Big Bottling Company in Nigeria erworben.